# Distrito de Środa Śląska
Środa Śląska (polaco: powiat średzki) es un distrito del voivodato de Baja Silesia (Polonia) que fue constituido el 1 de enero de 1999 por la reforma del gobierno local polaco aprobada el año anterior. Limita con otros siete distritos de Baja Silesia: al norte con Wołów, al nordeste con Trzebnica, al este con Breslavia y la ciudad homónima, al sur con Świdnica y al oeste con Jawor y Legnica. Está dividido en cinco municipios: uno urbano-rural (Środa Śląska) y cuatro rurales (Kostomłoty, Malczyce, Miękinia y Udanin). En 2011, según el Oficina Central de Estadística polaca, el distrito tenía una superficie de 704,14 km² y una población de 50 484 habitantes.